# 山川麻衣子
山川 麻衣子（やまかわ まいこ、1994年1月14日 - ）は、山形放送（YBC）のアナウンサー。

## 人物
山形県山形市出身。山形県立山形東高等学校を経て法政大学経済学部卒業。2016年山形放送（YBC）に入社し、同年6月8日のラジオニュースでデビュー。趣味は散歩、スポーツ観戦、ドラマ鑑賞、ピアノ。法政大学自主マスコミ講座出身。2015年度の第134回学位授与式で当時テレビ東京の原田修佑アナウンサーと司会を務めた。福島放送の山崎聡子、元三重テレビの川口まゆと共に2016年度のパンフレットの表紙を飾った。また、2022年の8月に放送したYBC制作の特番で結婚したことを報告した。

## 担当番組

### テレビ
- やまがたサンデー5
- ピヨ卵ワイド
- YBC news every.
- YBCニュース

### ラジオ
- ミュージックブランチ
- ウィークエンドスクランブル